# Porsche 597 Jagdwagen
Porsche 597 Jagdwagen (рус. Охотничий автомобиль) — автомобиль марки Porsche, который собирали на мануфактуре компании в Штутгарте в период с 1954 по 1958 год. Это первый внедорожник в истории компании.

## История
В 1953 году правительство Германии объявило тендер на постройку внедорожника для армии. Porsche заинтересовалась этим тендером и в этом же году представила свой прототип. Несмотря на то, что автомобиль Porsche явно превосходил конкурентов, вооружённые силы Германии выбрали DKW Munga, который стоил примерно ⅓ от стоимости Porsche 597.